# Lohmühle (Oberscheinfeld)
Lohmühle  (fränkisch: Lohmühl) ist ein Gemeindeteil des Marktes Oberscheinfeld im Landkreis Neustadt an der Aisch-Bad Windsheim (Mittelfranken, Bayern). Lohmühle liegt in der Gemarkung Appenfelden.

## Geografie
Die Einöde liegt am Appenbach. Unmittelbar nördlich steigt das Gelände zur bewaldeten Anhöhe Lohberg 424 m ü. NHN an, im Süden grenzen in Tallage gelegene Acker- und Grünflächen an. Ein Anliegerweg führt zur Kreisstraße NEA 4 (0,3 km nordwestlich). Ein landwirtschaftlicher Verkehrsweg führt dem Appenbach entlang nach Appenfelden (1,1 km nordwestlich) bzw. nach Oberrimbach (2,5 km östlich).

## Geschichte
Der Ort wurde 1742 als „neue Hohnsperger Hammerschmitten ohnweit von der Hutzelmühl“ erstmals erwähnt. 1833 wurde sie gemäß ihrer neuen Funktion als Lohmühle dementsprechend benannt. Aufgrund ihrer Lage wurde sie auch als „Untermühl“ bezeichnet.
Im Rahmen des Gemeindeedikts (frühes 19. Jahrhundert) wurde Lohmühle dem Steuerdistrikt Kirchrimbach und der Ruralgemeinde Appenfelden zugeordnet. Am 1. Januar 1972 wurde Lohmühle im Zuge der Gebietsreform in Bayern nach Oberscheinfeld eingemeindet.

## Einwohnerentwicklung
| Jahr      | 001818 | 001840 | 001861 | 001871 | 001885 | 001900 | 001925 | 001950 | 001961 | 001970 | 001987 |
| Einwohner | 5      | 5      | 8      | 9      | 12     | 7      | 8      | 11     | 18     | 16     | 12     |
| Häuser    | 1      | 1      |        |        | 2      | 1      | 1      | 1      | 3      |        | 2      |
| Quelle    | [ 7 ]  | [ 10 ] | [ 11 ] | [ 12 ] | [ 13 ] | [ 14 ] | [ 15 ] | [ 16 ] | [ 17 ] | [ 18 ] | [ 1 ]  |

## Religion
Lohmühle ist römisch-katholisch geprägt und nach St. Michael (Appenfelden) gepfarrt.